# Tecmo NBA Basketball
Tecmo NBA Basketball är ett basketspel till NES, utvecklat och utgivet av Tecmo.

## Handling
Spelet utspelar sig under NBA-säsongen 1991/1992. I Los Angeles Lakers finns Magic Johnson med, fastän han inte spelade NBA-basket den säsongen. Man kan också spela allstarmatch, men till skillnad från Tecmo Super Bowl kan man inte välja spelare till allstarlaget.

### Fotnoter
1. 1 2 3  ”Release information”. GameFAQs. Arkiverad från originalet den 6 juli 2008. https://web.archive.org/web/20080706183941/http://www.gamefaqs.com/console/nes/data/587685.html. Läst 7 maj 2014.